# SoFi Stadium
SoFi Stadium – stadion sportowy w Inglewood (aglomeracja Los Angeles), w Stanach Zjednoczonych. Został otwarty 8 września 2020 roku. Może pomieścić 70 240 widzów. Obiekt jest w pełni zadaszony, a dach, oprócz samego stadionu, przykrywa również halę koncertową i plac o powierzchni 1 ha. Swoje spotkania na stadionie rozgrywają dwie drużyny futbolu amerykańskiego występujące w rozgrywkach NFL, Los Angeles Rams i Los Angeles Chargers. Koszt budowy obiektu wyniósł 3,4 mld USD – był to najwyższy na świecie koszt budowy stadionu.

## Historia
Od 1995 roku, po relokacji drużyn Raiders i Rams, nie było w rejonie Los Angeles żadnej drużyny występującej w NFL. Metropolia Los Angeles jest drugą pod względem liczby ludności w Stanach Zjednoczonych, co czyniło ją najbardziej lukratywnym rynkiem do zagospodarowania. Z drugiej strony, w mieście i jego okolicach brakowało areny mogącej sprostać wyzwaniu goszczenia zespołu NFL. Co prawda, istniały dwa bardzo duże stadiony, Los Angeles Memorial Coliseum oraz Rose Bowl, ale w obliczu stale rosnącej ilości nowoczesnych aren w kraju, były one coraz mniej atrakcyjne i w dłuższej perspektywie wymagałyby dużych nakładów inwestycyjnych. Problemem był także brak chęci ze strony lokalnych władz do dotowania publicznymi pieniędzmi inwestycji w infrastrukturę dla drużyny NFL, co powodowało, że ewentualny przyszły zespół mający reprezentować region Los Angeles musiał w tym celu dysponować funduszami prywatnymi. Na przestrzeni lat pojawiło się kilka konkretnych planów budowy dużego i nowoczesnego stadionu, które jednak ostatecznie nie doczekały się realizacji.
Na początku 2014 roku pojawiły się informacje o zakupieniu przez Stana Kroenke, właściciela St. Louis Rams, 60 akrów terenu znajdującego się pomiędzy halą widowiskowo-sportową Kia Forum a torem wyścigów konnych Hollywood Park w  Inglewood, na przedmieściach Los Angeles. Na początku 2015 roku Kroenke ujawnił plany budowy nowoczesnego stadionu (z pierwotnie anonsowaną pojemnością 80 000 widzów) na terenie toru wyścigów konnych (w tym samym miejscu już w połowie lat 90. XX wieku bezowocnie planowano budowę stadionu dla drużyny Raiders). Obiekt ten, wraz z częścią otaczającego go terenu, należał do przedsiębiorstwa Stockbridge Capital Group, które zamierzało w najbliższym czasie wybudować w jego miejscu kompleks mieszkalno-usługowy, w związku z czym 22 grudnia 2013 roku na torze odbyły się ostatnie wyścigi koni, a w 2014 roku rozpoczęto likwidację areny; główną trybunę toru wysadzono 31 maja 2015 roku przy asyście lokalnych entuzjastów futbolu amerykańskiego liczących na urzeczywistnienie wizji Stana Kroenke.
Kroenke nawiązał współpracę ze Stockbridge Capital Group i wykupił udziały w przedsięwzięciu. Kilka tygodni po ogłoszeniu wizji budowy stadionu w Inglewood, San Diego Chargers i Oakland Raiders ogłosiły plany relokacji i budowy wspólnego stadionu w Carson, innym przedmieściu Los Angeles. Ponieważ realne było powstanie tylko jednego z wielkich projektów, strony w nie zaangażowane i podmioty mogące w przyszłości czerpać z nich potencjalne korzyści zintensyfikowały starania na rzecz realizacji własnych wizji. Jednocześnie upadł forsowany od lat plan budowy Farmers Field, innego stadionu mającego powstać w aglomeracji Los Angeles, choć jeszcze niedawno jego adwersarze argumentowali, że stadion w Inglewood może stać się potencjalnym celem ataku terrorystycznego z uwagi na bliskość lotniska. Bliskość lotniska była również przyczyną obiekcji ze strony Federal Aviation Administration, która obawiała się, że stadion może mieć zły wpływ na funkcjonowanie radarów. Problem rozwiązało opłacenie przez Stana Kroenke nowej aparatury radarowej lotniska.
12 stycznia 2016 roku w Houston doszło do spotkania przedstawicieli ligi NFL, na którym miano zadecydować o szczegółach powrotu ligi do Los Angeles. Po długich negocjacjach ustalono, że w sezonie 2016 do miasta przeniesie się drużyna St. Louis Rams, której właścicielem był Stan Kroenke, a nowy stadion powstanie w Inglewood. Wszystko szło więc zgodnie z wizją Kroenke. Ustalono także, że w ciągu roku zespół San Diego Chargers musi podjąć decyzję w kwestii przenosin, w przypadku ich braku opcja zostania współgospodarzem mającego powstać nowego stadionu w Inglewood miała przypaść drużynie Oakland Raiders. Ostatecznie po roku Chargers zdecydowali się na przenosiny do Los Angeles. Po relokacji, do czasu oddania do użytku nowego stadionu, Rams (uczestnicy Dywizji Zachodniej konferencji NFC) występowali na 90-tysięcznym Los Angeles Memorial Coliseum, a Chargers (uczestnicy Dywizji Zachodniej konferencji AFC) na mogącym pomieścić 27 000 widzów Dignity Health Sports Park, który był wówczas najmniejszym stadionem w NFL.
Uroczystej ceremonii otwarcia placu budowy nowego stadionu dokonano 17 listopada 2016 roku. Pierwotne plany zakładały, że obiekt gotowy będzie na sezon 2019. Na przełomie 2016 i 2017 roku doszło w Kalifornii do wyjątkowo dużych opadów deszczu, które zahamowały budowę już na jej początkowym etapie, w związku z czym nierealne stało się dotrzymanie bardzo napiętego terminu. W maju 2017 roku ogłoszono, że obiekt gotowy będzie dopiero w roku 2020. W trakcie budowy okazało się również, że pierwotnie zakładane koszty są mocno niedoszacowane i z początkowych 2,6 mld $ wzrosły do 3,4 mld $ (5,5 mld $ wraz z całym otoczeniem), co uczyniło stadion zdecydowanie najdroższym tego typu obiektem na świecie. Mimo znacznego wzrostu kosztów, nie zdecydowano się na zmiany w projekcie, które przyniosłyby oszczędności. We wrześniu 2019 roku ogłoszono, że sponsorem tytularnym areny została firma doradztwa finansowego SoFi. W 2020 roku kolejne utrudnienia spowodował wybuch pandemii COVID-19, a na placu budowy wprowadzono dodatkowe środki ostrożności. Pomimo tego, 81 robotników zostało pozytywnie zdiagnozowanych na obecność wirusa, żaden z nich nie odczuł jednak poważniejszych konsekwencji zdrowotnych wynikających z zarażenia. Za to 5 czerwca i 8 lipca 2020 roku na budowie stadionu doszło do dwóch wypadków śmiertelnych, w obydwu przypadkach bezpośrednią przyczyną był upadek z dachu.
Otwarcie stadionu zaplanowano na 25 i 26 lipca 2020 roku, a w ramach inauguracji miały się odbyć dwa koncerty Taylor Swift. Restrykcje związane z pandemią COVID-19 spowodowały jednak odwołanie koncertów. Arenę otwarto 8 września 2020 roku, kiedy to bez udziału publiczności dokonano symbolicznego przecięcia wstęgi. Pierwszy mecz odbył się natomiast 13 września – w swoim pierwszym spotkaniu nowego sezonu Los Angeles Rams pokonali Dallas Cowboys 20:17. Los Angeles Chargers rozegrali natomiast swoje pierwsze spotkanie na SoFi Stadium 20 września, przegrywając z Kansas City Chiefs 20:23. W związku z pandemią, pierwsze mecze grane były bez udziału kibiców.
6 lutego 2022 roku na stadionie ma się odbyć mecz finałowy rozgrywek NFL, tzw. Super Bowl, a 2 kwietnia 2023 roku gala WrestleManii. Podczas Igrzysk Olimpijskich 2028 na obiekcie mają zostać przeprowadzone ceremonie otwarcia i zamknięcia igrzysk, jak również mecze piłkarskie i zawody łucznicze. Istnieje także możliwość, że stadion będzie jedną z aren piłkarskich Mistrzostw Świata 2026.

## Stadion

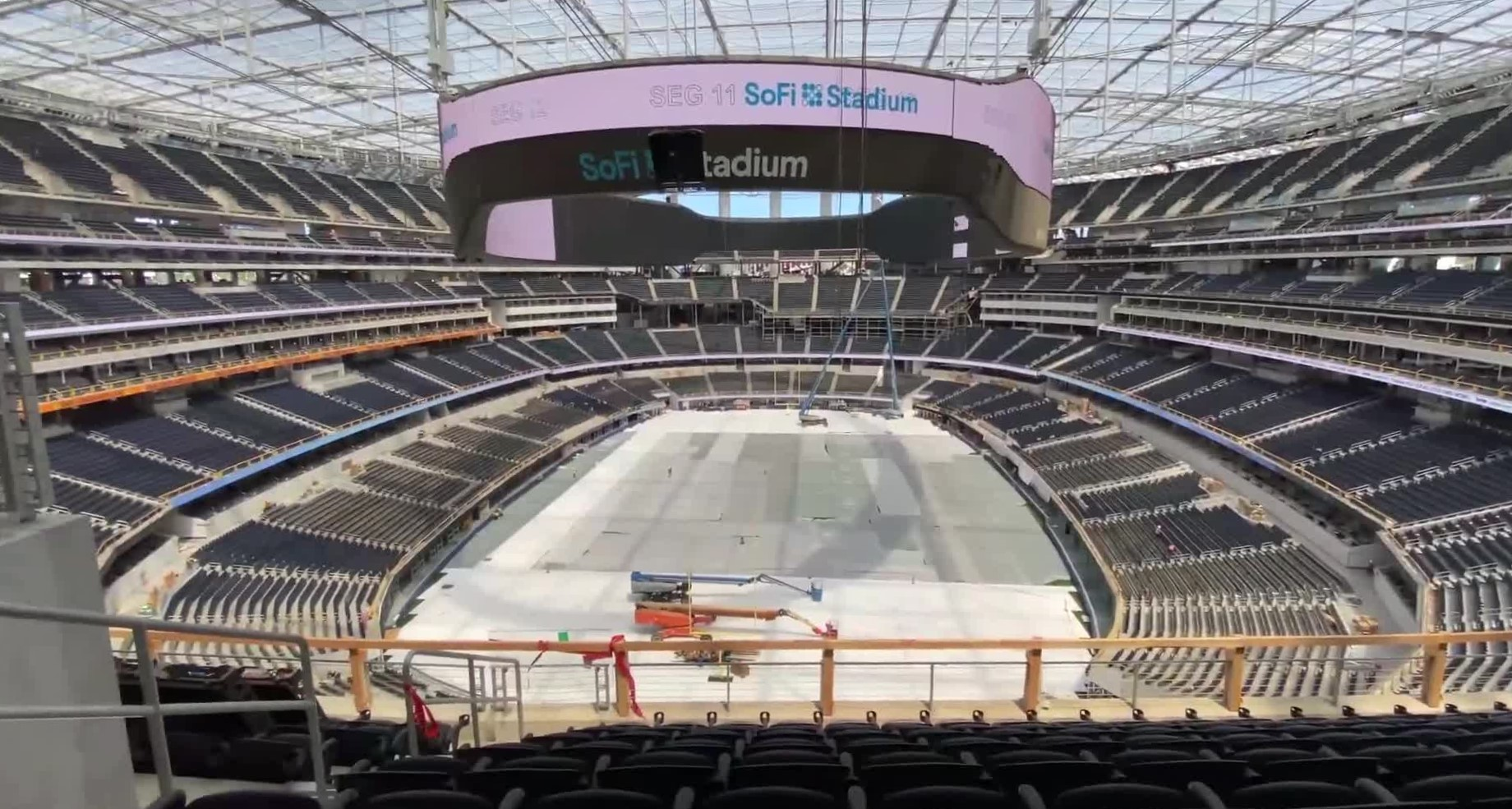
Wnętrze stadionu

Stadion jest obiektem wybudowanym typowo pod rozgrywki futbolu amerykańskiego, choć mogą się na nim też odbywać np. mecze piłkarskie. Projekt areny został stworzony przez pracownię architektoniczną HKS. Kilkurzędowe trybuny obiektu mają łagodną, łukowatą geometrię i otaczają boisko ze wszystkich stron, a ich pojemność wynosi 70 240 widzów (z opcją tymczasowego powiększenia o dodatkowe 30 000 miejsc). Na trybunach znajduje się 260 ekskluzywnych lóż i 13 000 tzw. miejsc „premium”. Obiekt częściowo jest wkopany w ziemię (boisko znajduje się ok. 30 m pod powierzchnią terenu) i dysponuje 288 500 m² powierzchni użytkowych. Cały stadion (trybuny wraz z boiskiem) przykryty jest zadaszeniem, które stanowi niezależną od trybun konstrukcję i wykracza poza samą arenę, spajając ją z halą koncertową na 6000 widzów (pomiędzy halą i stadionem znajduje się kryty plac o powierzchni 1 ha). Konstrukcja kratownicowa dachu spoczywa na 37 filarach, a membrana pokrywająca konstrukcję ma powierzchnię 75 000 m². Aby zapobiec przegrzewaniu się wnętrza obiektu, na dachu znajduje się 46 mechanicznie otwieranych okien. Jednym z najbardziej charakterystycznych i innowacyjnych elementów stadionu jest tzw. „the Oculus”, okrężny, obustronny ekran panoramiczny wysokiej rozdzielczości, o długości 109 m i wadze 1000 t, zawieszony w centralnej części stadionu, nad boiskiem.